# Castelo (Cervo)
Castelo (llamada oficialmente San Xiao de Castelo) es una parroquia y un lugar español del municipio de Cervo, en la provincia de Lugo, Galicia.

## Etimología
El origen del nombre probablemente proceda del latín villa Astrulfi, indicando la pertenencia a un possessor llamado Astrulfus, nombre de origen germánico.

## Organización territorial
La parroquia está formada por veinticuatro entidades de población, constando una de ellas en el nomenclátor del Instituto Nacional de Estadística español:

### Entidades de población
Entidades de población que forman parte de la parroquia:
- Aguiar (Pazo Aguiar)
- Amido (O Amido)
- Barqueira (A Barqueira)
- Belén
- Cabanela (A Cabanela)
- Carballo (O Carballo)
- Carrancova (A Carrancova)
- Casal do Faído
- Casas das Donas (As Donas)
- Castelo*
- Castro (O Castro)
- Corral Grande (O Curral Grande)
- Cubelo (O Covelo)
- Estivada (A Estibada)
- Iglesia (A Igrexa)
- Lourido
- Motín
- Outón (O Outón)
- Pazo (O Pazo)
- Pesquerdo (O Pesquerdo)
- Plaza (A Praza)
- Ramil
- Seixo (O Seixo)
- Suxil
- Trasbar

## Demografía

### Parroquia
| Gráfica de evolución demográfica de Castelo (parroquia) entre 2000 y 2019 |
|                                                                           |
| Datos según el nomenclátor publicado por el INE.                          |

### Lugar
| Gráfica de evolución demográfica de Castelo (lugar) entre 2000 y 2019 |
|                                                                       |
| Datos según el nomenclátor publicado por el INE.                      |